# Euploea tripunctata
Euploea tripunctata is een vlinder uit de familie Nymphalidae, onderfamilie Danainae.
De wetenschappelijke naam van de soort is voor het eerst geldig gepubliceerd in 1915 door James John Joicey & Alfred Noakes.
De soort komt alleen voor in Indonesië.